# フォンタネッラート
フォンタネッラート（伊: Fontanellato）は、イタリア共和国エミリア＝ロマーニャ州パルマ県にある、人口約7,100人の基礎自治体（コムーネ）。

## 地理

### 位置・広がり

#### 隣接コムーネ
隣接するコムーネは以下の通り。
- フィデンツァ
- フォンテヴィーヴォ
- ノチェート
- パルマ
- サン・セコンド・パルメンセ、
- シッサ・トレカザーリ
- ソラーニャ

### 気候分類・地震分類
フォンタネッラートにおけるイタリアの気候分類 (it) および度日は、zona E, 2488 GGである。
また、イタリアの地震リスク階級 (it) では、zona 3 (sismicità bassa) に分類される。

## 行政

### 分離集落
フォンタネッラートには、以下の分離集落（フラツィオーネ）がある。
- Albareto, Cannetolo, Casalbarbato, Ghiara, Ghiara Sabbioni, Grugno, Parola, Paroletta, Priorato, Rosso, Sanguinaro, Toccalmatto

## 文化・観光
「スローシティ」加盟都市、「イタリアの最も美しい村」クラブ加盟コムーネである。

## 姉妹都市
- ファルシェーピング、スウェーデン
- キスレク（ドイツ語版）、ドイツ
- ウェルズ、イギリス

## ギャラリー

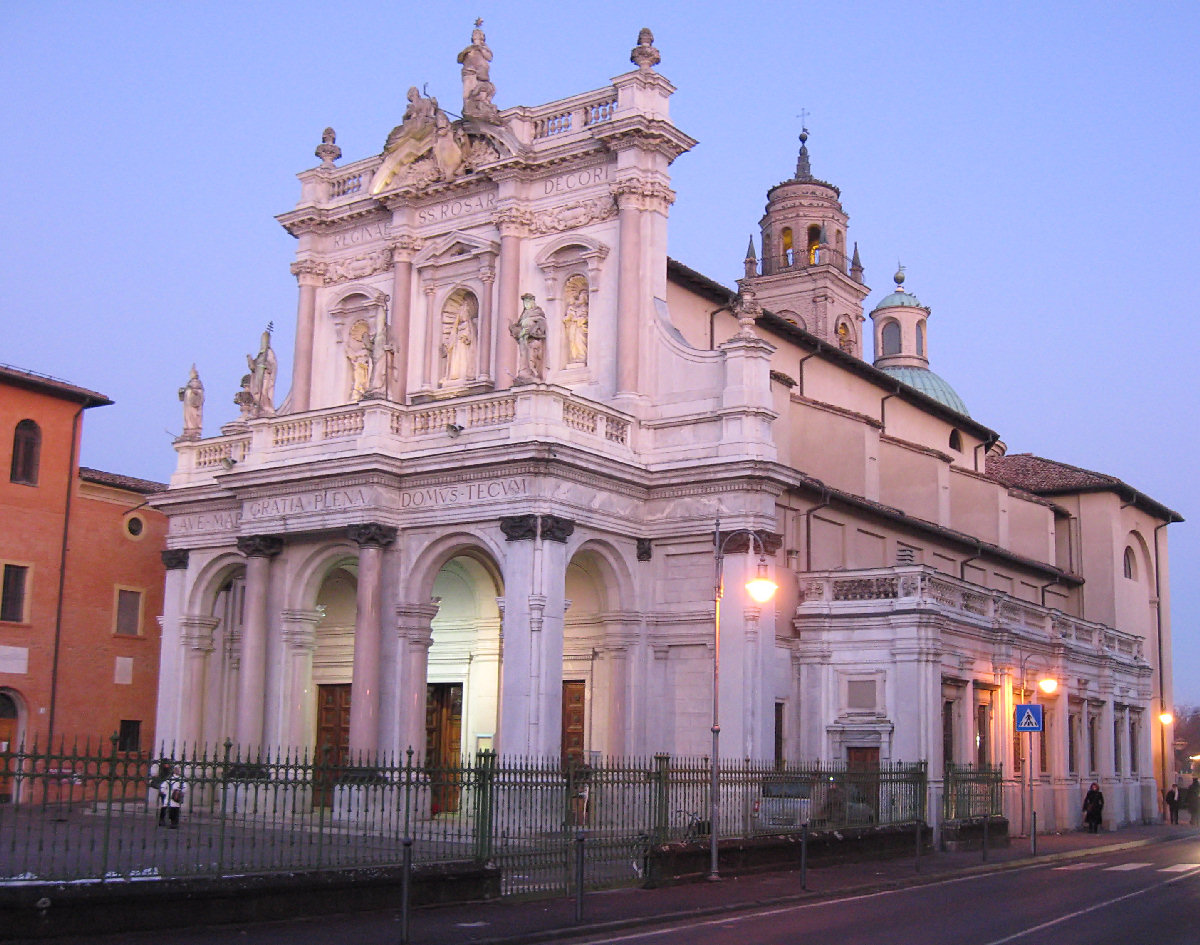
フォンタネッラート教会堂（バシリカ）
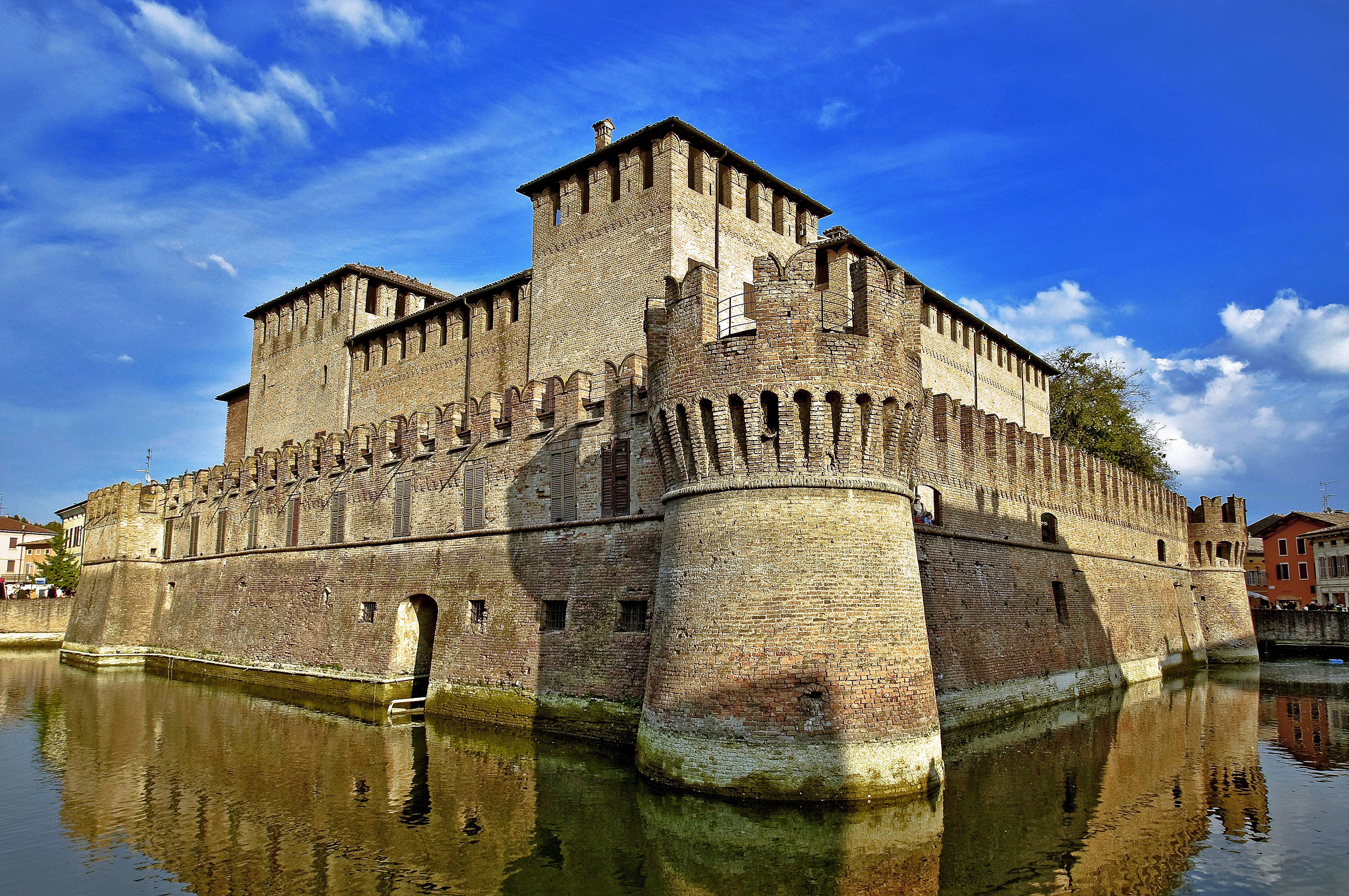
サンヴィターレ城